# Кондратюк Євген Миколайович
Євге́н Микола́йович Кондратю́к (10 жовтня 1914, село Старий Солотвин нині Бердичівського району Житомирської області — 21 вересня 1992) — український ботанік, член-кореспондент АН України (1972), доктор біологічних наук (1963), професор (1964).

## Біографія
Народився 10 жовтня 1914 р. в с. Старому Солотвині Бердичівського району Житомирської області в родині незаможніх селян. Закінчив Гальчинецьку семирічну школу, продовжив навчання в Бердичівському кооперативному технікумі, після закінчення якого вступив на робітфак Московського борошномельно-елеваторного інституту (нині Московський державний університет харчових виробництв), який закінчив у 1933 р. Після цього за закликом комсомолу поїхав у село Колбіху Томської області, де працював завідувачем початкової школи.
Навчався у відомого радянського ботаніка, знавця флори Сибіру професора В. В. Ревердатто на біологічному факультеті Томського університету імені В. В. Куйбишева, який закінчив у 1938 р. з відзнакою.
Після закінчення університету протягом року працював директором педагогічного училища в м. Ставрополь-на-Волзі (тепер Тольятті) Куйбишевської області.
З 1939 р. Євген Миколайович Кондратюк перейшов на педагогічну роботу в Житомирський сільськогосподарський інститут, де працював спочатку викладачем дарвінізму, потім за сумісництвом деканом факультету заочної освіти.
У роки Другої світової війни воював на Південно-Західному, Сталінградському, Південному, Четвертому Українському, Другому Білоруському фронтах, був начальником штабу батальйону аеродромного забезпечення 8-ї та 1-ї Повітряних армій.
Демобілізувавшись з лав Радянської Армії у лютому 1946 р., Євген Миколайович Кондратюк повертається до викладацької роботи на кафедру ботаніки Житомирського сільськогосподарського інституту. Він продовжує розпочате ще перед війною дослідження флори Житомирського Полісся, результатом якого став успішний захист у 1950 р. кандидатської дисертації «Дикоростуча флора Житомирського Полісся та можливості її використання в народному господарстві».
У 1949—1958 рр. працював в Інституті ботаніки АН УРСР спочатку молодшим науковим співробітником, а з 1952 р. — старшим науковим співробітником, вченим секретарем.
У ці роки Євген Миколайович глибоко вивчає хвойні України, у тому числі — й викопні. Цьому сприяла його дружба з відомим українським палеонтологом Іваном Григоровичем Підоплічком, на честь якого Кондратюк назвав новий описаний викопний вид — сосна Підоплічка (Pinus pidopliczkoana Kondr.). Крім неї, Кондратюком були описані ще чотири нових для науки сучасних види: Сосна Зерова (Pinus zerovii Kondr.), Сосна Фоміна (Pinus fominii Kondr.), Pinus rostellata Kondr., Яловець Клокова (Juniperus klokovii Kondr.). Одним із перших у вітчизняній систематиці рослин при описі нових видів сосни він використав фізико-хімічні діагностичні ознаки — тепер це всіма визнаний біохімічний напрям біосистематики. Підсумком багаторічних досліджень Кондратюка став захист у 1963 р. докторської дисертації «Хвойні України у зв'язку з історією розвитку флори хвойних Східної Європи і Кавказу» (у 1960 р. вийшла друком його монографія «Дикоростучі хвойні України»).
Євген Миколайович Кондратюк є одним із авторів фундаментальної праці «Флора УРСР», для якої опрацював складні роди Achillea L. і Ptarmica Neck., описав новий вид Achillea inundata Kondr., став співавтором першого у нашій країні «Атласу плодів і насіння бобових природної флори УРСР».
У 1959 р. Президією АН УРСР був призначений на посаду директора Центрального республіканського ботанічного саду АН УРСР, де він працював до 1965 р. Під його керівництвом Сад став однією з провідних ботанічних установ республіки, було завершено його будівництво, поповнювалися колекції, проводились фундаментальні дослідження теоретичного і прикладного значення.
Протягом 5 років, з 1965 по 1970 рр., Євген Миколайович Кондратюк працював завідувачем кафедри ботаніки Української сільськогосподарської академії, де приділяв велику увагу питанням викладення ботаніки у вузах.
У 1970 р. його було призначено директором створюваного Донецького ботанічного саду, де Євген Миколайович працював до 1987 р. Саме в цей час було закладено фундамент колекційного фонду живих рослин, визначені основні напрямки досліджень. У 1984 р. за теоретичні і практичні розробки з питань охорони природи колективу саду присуджено срібну медаль Програми ООН з охорони навколишнього середовища (ЮНЕП).
Розуміючи загрозу екологічної катастрофи, що нависла над Україною, він намагався довести, що порятунок від екологічного лиха — у зелених рослинах. У різні роки були створені опорні пункти Донецького ботанічного саду в Бердянську, Кривому Розі, Луганську. Ботанічний сад у Кривому Розі було відкрито як відділ оптимізації порушених людиною ландшафтів Донецького ботанічного саду АН України у 1989 р. Основні положення будівництва цих ботанічних садів, перспективи їх розвитку як наукових установ Євген Миколайович виклав у книгах «Донецький ботанічний сад АН УССР», «Криворожский ботанический сад», «Каталог растений Донецкого ботанического сада: справочное пособие».
В останні роки життя був радником при дирекції Донецького ботанічного саду.

## Наукова діяльність
Наукові праці і дослідження Є. М. Кондратюка стосуються систематики, флористики, інтродукції та акліматизації рослин, промислової ботаніки.
Він є автором понад 250 наукових робіт, серед яких найважливіші монографії:
- «Дикоростущі хвойні України» (1963),
- «Дикорастущие лекарственные и плодовые растения Украины» (1967),
- «Атлас плодов и семян бобовых природной флоры УССР» (1970),
- «Промышленная ботаника» (1980) та ін.

Велику увагу Є. М. Кондратюк приділяв питанням охорони рослинного покриву, його раціонального використання та відтворення. Одним із перших завдань він вважав критичну інвентаризацію природної флори на південному сході України, яка завершується виданням «Конспекта флоры юго-востока Украины: сосудистые растения» [1985] під редакцією одного з провідних знавців флори України Д. М. Доброчаєвої. У книзі наводяться 1817 видів, у тому числі два нових, описаних авторами, один — новий для території колишнього СРСР, три — нові для України, а 36 — для її Південного Сходу.
Ціла низка наукових праць Євгена Миколайовича присвячена стратегії охорони гено- і ценофонду, при безпосередній участі вченого організовано одне з найцікавіших відділень Луганського природного заповідника — Провальський степ. У 1974—1984 рр. Є. М. Кондратюк є його офіційним науковим куратором. Дослідження завершуються виданням монографії «Луганский государственный заповедник: растительный покров» (1988), співавтором якої є Євген Миколайович.
На основі вивчення рослин з колекції ботанічному саду, Євген Миколайович разом з В. М. Остапко вивчають рідкісні, ендемічні і реліктові рослини регіону в природних екосистемах і в умовах експозиції, створеної ними у Донецьку. Про результати цих досліджень йдеться в монографії «Редкие, эндемичные и реликтовые растения юго-востока Украины в природе и культуре» (1990).
Результати досліджень кормових рослин Євген Миколайович (у співавторстві) виклав у монографії «Природные растительные кормовые ресурсы Донбасса» (1986), а також у довіднику «Кормовые растения» (1991).
Вже після його смерті, вийшла друком його написана у співавторстві з Т. Т. Чуприною книга «Ковыльные степи Донбасса» (1992), де науково обґрунтовані можливості створення штучних ковилових степів на порушених землях.
Під керівництвом Є. М. Кондратюка було підготовлено 16 кандидатських та 5 докторських дисертацій, його учні очолюють підрозділи в Донецькому та Криворізькому ботанічних садах НАН України.

## Педагогічна та громадська діяльність
Понад 15 років Євген Миколайович Кондратюк читав курс філогенії вищих рослин в Донецькому державному університеті.
Він був віце-президентом Українського ботанічного товариства і головою його Донецького відділення, головою Постійної комісії з промислової ботаніки при Науковій раді АН СРСР та ін.
Неодноразово обирався до партійних і державних органів управління м. Донецька.
Помер Євген Миколайович Кондратюк 21 вересня 1992 р.

## Нагороди
- Медаль «За оборону Сталінграда».
- Орден Червоної Зірки (1944).
- Орден «Знак Пошани» (1976).
- Лауреат премії імені М. Г. Холодного (1978).
- Заслужений діяч науки Української РСР (1981).
- Орден Трудового Червоного Прапора (1984).

## Вшанування пам'яті
Незабаром після смерті Євгена Миколайовича Кондратюка, біля входу Донецького ботанічного саду, було встановлено погруддя його найшанованішому директору.
На честь Євгена Миколайовича Кондратюка був названий, описаний у 1993 році Володимиром Михайловичем Остапком один з ендемічних донецьких видів підмаренників — підмаренник Кондратюка (Galium × kondratjukii Ostapko).

## Цікавий факт
Під час керування Євгеном Миколайовичем Кондратюком Донецьким ботанічним садом, у нього виникла ідея зібрати на одній галявині всі рослини, згадані Тарасом Григоровичем Шевченком у своїх творах. Їх, як підрахували фахівці, виявилось 140. Працівники Ботсаду виконали задум Кондратюка. Ця галявина відома тепер як «Шевченківський сад». У її центрі тепер стоїть пам'ятник Тарасу Шевченку (автор — народний художник України Олександр Павлович Скобліков), який передали Донецькому ботанічному саду з Донецького обласного художнього музею в 1999 р.